# What's Left of Me (曲)
「ホワッツ・レフト・オブ・ミー」(What's Left Of Me)はアメリカの人気歌手、ニック・ラシェイのヒット曲。2006年に発売された彼のセカンドアルバム、What's Left Of Meに収録されている。この曲の歌詞は前妻(ジェシカ・シンプソン)との離婚に対しての思いがつづられている。事実、この曲の歌詞は離婚した次の日にラシェイ自身が書いたものである。いまのところこの曲が彼の最も売れたシングルとなっている。

## この曲について
ジャイヴ・レコードからリリースされたこの曲はアメリカの大手会社AOLにて2月3日にデビューした。AOLによるとこの曲はAOLメンバーの89%に好印象を与えたと発表。これはAOLが音楽配信サービスを始めて以来最高記録である。

## ミュージック・ビデオ
2006年4月22日にMTVにてニック・ラシェイのドキュメンタリー番組"What's Left Of Me"が放送され、番組の最後にビデオが放送された。このビデオには現在アメリカの人気チャンネル、MTVで司会者を務めているヴァネッサ・ミニーロがジェシカ・シンプソン役として出演。ビデオが始まると、家のもの、たとえばパソコン、ステレオ、写真、家具といったものがだんだんと消えていく。最後にはジェシカ・シンプソンの役を演じるヴェネッサ・ミニーロのネックレスにつけられていた指輪が消え、ヴァネッサ自身もニックの目の前から消えてしまう。最後のシーンはニックは空っぽになった家に一人たたずみ、そして「彼に残されたものはなにもない」というところを映し出す。

## 成功
この曲は2006年上半期で成功した曲といえる。ソロとしては最高のビルボードチャート6位をマークした。デビューアルバム、Soul0は合計17万1000枚を売り上げたがこの曲は1週目ですでに17万2000枚を売り上げた。

## チャート
| チャート (2006)             | 最高位 |
| --------------------------- | ------ |
| U.S. ビルボード・ホット100  | 6      |
| U.S. ビルボード・ポップ100  | 5      |
| U.S. ビルボード・アダルト   | 3      |
| ポルトガル                  | 4      |
| オーストラリア ARIAチャート | 7      |
| オーストリア                | 55     |
| カナダ                      | 20     |
| ドイツ                      | 40     |
| ニュージーランド            | 33     |
| スウェーデン                | 13     |
| スイス                      | 25     |